# Typhlotanais inermis
Typhlotanais inermis är en kräftdjursart som beskrevs av Hansen 1913. Typhlotanais inermis ingår i släktet Typhlotanais och familjen Nototanaidae. Inga underarter finns listade i Catalogue of Life.